# Gradus Jansen
Joannes Gerhardus (Gradus) Jansen (Stadtlohn, 20 september 1774 – Amsterdam, 15 oktober 1826) was een Nederlandse beul, ook wel scherprechter genoemd. Hij was assistent-scherprechter te Amsterdam, scherprechter aan het Departementaal Gerechtshof van Gelderland te Arnhem (1803-1807), stadsscherprechter (1807-1811) en scherprechter van het Cour d'Assises te Amsterdam (1811-1826).

## Familie
Jansen kwam uit een bekende Duits-Nederlandse vilders- en scherprechtersfamilie. Hij was een zoon van Henrich Wilhelm Caspar Jansen (1741-1807) en Anna Margaretha Catharina Haveresch (1735-1813). Zijn vader was vilder in Stadtlohn. Twee zoons van zijn broer Gerard Wilhelm Joseph Jansen (1765-1807) waren ook bekende Nederlandse scherprechters. Diens zoon Dirk Jansen (1801-1881) werd bekend als de laatste Nederlandse scherprechter in vredestijd. De andere zoon, Joannes Jansen (1794-1852), was scherprechter te Groningen (1821-1851). 
Gradus Jansen trouwde met Anna Maria Ockel (ook: Okeling; 1767-1836). Zij was weduwe van de Arnhemse scherprechter Johann Jacob Nordt. Het huwelijk bleef kinderloos. Een dochter uit het eerste huwelijk van zijn echtgenote, Maria Elisabetha Nordt, trouwde met scherprechter  Johan David Klotz, en hertrouwde na diens dood met scherprechter Jacobus Ras. Ras volgde Jansen na diens dood op als scherprechter in Amsterdam.